# Som regel er vi glade
Som regel er vi glade ... er titlen på Danser med Drenges sjette CD-album, som blev udsendt 22. september 2003 af selskaberne Glad Grammofon og Recart Music.
Albummet var DmDs første fulde studiealbum siden Sig mig ... er De klar over, hvem vi var? i 1997. Det blev samtidig et brud på bandets beslutning om ikke at lave flere studie-CD'er efter det kombinerede studie- og opsamlingsalbum Popsamling i år 2000, hvor DmD ændrede status til at være et live-orkester.
Stemningen på albummet er mere åben og glad end på de tidligere album. Åbningstracket "Nu kan det kun gå fremad" er en overskrift for indholdet og er samtidig en kommentar til gruppens egen situation dengang: "Når man står på bunden, kan det kun gå fremad", hedder det i covernoterne.
Coveret viser Rie Rasmussen, Klaus Kjellerup og Stanley Møller i tophumør, placeret foran et foto af et nedbrændt kirgisisk landskab. Billedet er taget af en af gruppens fans blandt soldaterne i Det danske flyvevåben, der var udstationeret i Kirgisistan i 2003.
Flere af albummets sange har haft fast plads i DmDs live-program i de følgende år, bl.a. balladen "Tag godt imod ham", reggae-sangen "Hey mr. Spåmand" og latino-nummeret "En dejlig morgen", som oprindelig blev skrevet til filmen Min søsters børn i 2001.
Inden album-indspilningerne forlod trommeslager Esben Duus gruppen og blev erstattet af Kasper Foss. Foss forlod imidlertid DmD igen umiddelbart inden udgivelsen - en beslutning han ifølge sin erindringsbog senere fortrød.
Albummet nåede ifølge bandets webside at sælge små 20.000 eksemplarer, inden CD'en udgik.

## Tracks
1. "Nu kan det kun gå fremad" - (Kjellerup, Trier) [3:51]
2. "Hvor var vi bare kloge" - (Stanley, Kjellerup, Trier) [3:58]
3. "Tag godt imod ham" - (Kjellerup, West) [3:56]
4. "Jeg lover dig succes" - (Kjellerup, Trier) [3:44]
5. "Se ind i spejlet" - (Kjellerup) [4:22]
6. "Hey Søster" - (Kjellerup, Trier) [3:26]
7. "Hey mr. Spåmand" - (Stanley, Kjellerup, Trier) [4:30]
8. "Hvorfor kan vi så ikke?" - (Kjellerup) [3:08]
9. "Skabt til meget mere" (Kjellerup, Bolvig) [3:43]
10. "En dejlig morgen" - (Kjellerup, Trier) [3:09] - fra filmen Min søsters børn.

## Musikere (band)
- Rie Rasmussen (vokal)
- Klaus Kjellerup (bas, guitar, keyboards, rap, kor)
- Steffen Qwist (lead guitar)
- Henrik Stanley Møller (keyboards, kor)
- Morten Bolvig (flygel, orgel)

## Gæster
- Jan Sivertsen (trommer 1, 2, 7, 8)
- Kasper Foss (trommer 4, 5, 6, 9)
- Simon West (clavinet)
- Anders Gårdmand (saxofon)
- Jazzy H (human beatbox)
- Rune Haarder Olesen (percussion)
- Heidi Degn, Christina Birksø, Christina Boelskifte, Jesper Mejlvang, Aske Jacoby (kor)
- Jan Glæsel, Niels Harrit, Nils Landgren (blæsersample)